# Estomac
 (mars 2021).
Si vous disposez d'ouvrages ou d'articles de référence ou si vous connaissez des sites web de qualité traitant du thème abordé ici, merci de compléter l'article en donnant les références utiles à sa vérifiabilité et en les liant à la section « Notes et références ».
L'estomac (en grec ancien στόμαχος / stómakhos) (aussi appelé poche stomacale) est la portion du tube digestif en forme de poche, située entre l’œsophage et le duodénum. L'œsophage reçoit les aliments mâchés dans la bouche et déglutis dans l'estomac. Chez l’être humain, l’organe est en forme de J majuscule, à l’âge adulte il mesure 25 × 8 × 5 cm, contient 0,5 litre à vide, et peut contenir jusqu’à 4 l. L’estomac est en rapport anatomique avec le foie (à droite), la rate (à gauche), le pancréas (en arrière), le diaphragme (en haut) et les intestins (en bas). Il est situé au-dessus du mésocôlon (étage sus-mésocolique).
La branche de la médecine qui s’occupe de l’estomac est la gastro-entérologie.
L’estomac permet d’assurer la digestion par ses fonctions mécaniques (brassage) et chimiques en mélangeant les aliments aux sucs gastriques (eau, acide chlorhydrique, enzymes).
Pour une digestion idéale, le pH de l’estomac est compris entre 1,5 (pendant la nuit) et 5 (en début de digestion) : les enzymes gastriques fonctionnent à pH acide (un pH < 7 est dit acide).
Le produit de la transformation par l’estomac est une pâte, appelée chyme qui se déverse dans le duodénum par le pylore. C’est dans le duodénum que le chyme acide va être neutralisé par les bases issues de la bile et du suc pancréatique. Cette neutralisation produit des sels minéraux assimilables, dont certains passent dans l’organisme directement à travers la paroi du duodénum grâce à des hormones produites par les glandes surrénales, les minéralocorticoïdes.
La durée de malaxage et de broyage dans l’estomac est variable (entre deux et quatre heures environ).[réf. souhaitée].
Si non mélangés, certains liquides peuvent être digérés en trente à quarante-cinq minutes.

## Parmi les animaux
La présence d'un estomac est très commune chez les animaux, cet organe a été acquis par convergence évolutive chez de nombreux groupes.
Les éponges n'ont pas de système digestif, mais seulement un système aquifère permettant de filtrer l'eau et d'en absorber les particules alimentaires au niveau des chambres choanocytaires. Les cnidaires n'ont pas non plus d'estomac, mais possèdent une cavité digestive permettant une digestion extracellulaire via la sécrétion d'enzymes digestives.
Les échinodermes ont diverses formes d'appareils digestifs. Les crinoïdes, les oursins et les holothuries (concombres de mer) ne possèdent pas d'estomac mais uniquement un tube digestif avec une bouche et un anus. Les Asterozoa (étoiles de mer et ophiures) ont par contre acquis un « sac digestif ». Celui des étoiles de mer est particulièrement développé et séparée en deux parties : l'estomac cardiaque, qui est dévaginable et l'estomac pylorique qui se prolonge dans chaque bras par un tube avec des cœca digestifs.

### Mammifères
Chez les mammifères on distingue :
- les animaux mono-gastriques, qui n’ont qu’une seule poche stomacale. Cette appellation définit principalement des herbivores dont l’estomac n’est pas comparable à celui des ruminants (moutons, par exemple). L’être humain fait partie de cette première catégorie ;
- les ruminants dont l’estomac est composé de quatre cavités en série :
  - le rumen ou panse est une grande poche, contenant de l’herbe, et dont la régurgitation du contenu entraîne la rumination. Elle permet également une digestion par fermentation bactérienne,
  - le réticulum ou bonnet : renferme des bactéries et des protistes mutualistes qui s’attaquent au repas riche en cellulose. Ces microorganismes libèrent comme sous-produits métaboliques des acides gras dans le chyme,
  - l'omasum ou feuillet : Les matières ruminées y passent, où leur eau est extraite,
  - l'abomasum ou caillette : Les matières ruminées s’y retrouvent pour y être digérées par les propres enzymes du ruminant.

## Anatomie humaine

### Morphologie

Morphologie externe de l'estomac.

L'estomac se caractérise par (figure ci-contre) :
- de face, une forme en « J » ;
- deux ouvertures :
  - le cardia en haut, qui permet la jonction avec l'œsophage, contrôlée par le sphincter œsophagien inférieur,
  - le pylore en bas, un sphincter qui contrôle la sortie vers le duodénum ;
- deux courbures :
  - la petite courbure à gauche, vascularisée par les artères et veines gastriques gauche et droite,
  - la grande courbure à droite, vascularisée par les artères et veines ;
- trois parties, dont les muqueuses sécrètent toutes du mucus protecteur contre une auto-digestion, de haut en bas :
  - le fundus,
  - le corps,
  - l'antre pylorique.

Certains auteurs considère également une quatrième partie, le cardia (anatomie), qui est une zone distincte sur le plan histologique et fonctionnel. Cette zone est à la jonction œsogastrique, au pourtour de l'orifice du cardia dans lequel vient s'insérer l'œsophage.
Entre l’antre et le corps existe une zone de striction permanente, sorte de sphincter fonctionnel limitant les passages du haut vers le bas.
Au niveau de la jonction œso-gastrique, se trouve l'angle de His qui empêche les reflux gastriques acides (voir Reflux gastro-œsophagien) vers le haut qui provoqueraient des brûlures caustiques de l’œsophage : celui-ci n’est pas protégé contre l’acide chlorhydrique sécrété à pH 0,9 dans l’estomac.
Au niveau des petite et grande courbures se trouvent des sillons propres à l'estomac. On les appelle « sillons gastriques ». Ces sillons sont adaptés au passage des liquides et ralentissent les aliments qui peuvent être ainsi digérés par les enzymes gastriques.
La partie inférieure (pylore) comprend le muscle sphincter pylorique, qui permet la sortie cadencée du chyme gastrique dans le duodénum.

### Moyens de fixité de l'estomac
Bien que maintenu par le péritoine, d'autres ligaments assurent une certaine fixité de l'estomac.
- Gastro-phrénique (allant du fundus au diaphragme) ;
- Gastro-hépatique (reliant la petite courbure de l'estomac au foie, ce ligament fait partie intégrante du petit omentum) ;
- Gastro splénique (faisant le lien entre la grande courbure par son segment vertical et la rate) ;
- Gastro-colique (qui relie la grande courbure par son segment horizontal au côlon transverse, ce ligament-ci entre dans la constitution du grand omentum).

### Vascularisation

Approvisionnement sanguin de l'estomac.

L'estomac est vascularisé par des artères émergeant du tronc cœliaque qui sort de l'aorte en T12. De ce tronc naissent plusieurs artères :
- l'artère splénique (ou artère liénale) qui a pour destinée essentiellement la rate mais en passant sur la face postérieure de l'estomac, elle vascularisera cette même face. Arrivée au bord latéral de l'estomac, elle donne une collatérale nommée artère gastro-omentale (gastro-épiploïque) gauche qui s'anastomose avec l'artère homonyme droite au niveau de la grande courbure dans sa partie inférieure et elle donnera aussi des vaisseaux courts dirigés vers le haut pour vasculariser le fundus de l'estomac (partie la plus haute de l'estomac) ;
- l'artère gastrique gauche (coronaire stomachique) qui irrigue la partie médiale de l'estomac et s'anastomose avec la gastrique droite ;
- l'artère hépatique commune : elle donne rapidement l'artère hépatique propre et l'artère gastro-duodénale qui donnera l'artère gastro-omentale (gastro-épiploïque) droite. Sur l'hépatique propre, naît l'artère gastrique droite (artère pylorique) qui irrigue l'antre de l'estomac.

L'estomac est donc vascularisé par deux cercles artériels :
- le cercle de la petite courbure, qui comprend les artères gastriques droite et gauche ;
- le cercle de la grande courbure, qui comprend les artères gastro-épiploïques droite et gauche.

La vascularisation veineuse de l'estomac suit le même schéma en deux cercles, et se draine dans la veine porte hépatique :
- directement dans la veine porte en ce qui concerne les veines gastriques droite et gauche ;
- via la veine splénique pour la veine gastro-épiploïque gauche ;

via la veine mésentérique supérieure pour la veine gastro-épiploïque droite.

### Innervation
Pour ce qui est de l'innervation, elle est assurée par le Système nerveux autonome.
- D'une part la composante sympathique est assurée par le nerf grand splanchnique puis le plexus cœliaque.

- D'autre part, la composante parasympathique est assurée par des nerfs cheminant le long des nerfs vagues.

la double-innervation décrite ci-dessus est dirigée vers les plexus intra-muraux.

## Embryologie
L'estomac est un organe d'origine endoblastique (voir Endoderme). Il apparait vers la quatrième semaine de la vie embryonnaire sous la forme d'une dilatation fusiforme de l'intestin antérieur, pour bien comprendre son développement il serait important de savoir imaginer qu'il subit une double rotation suivant deux axes : un axe longitudinal et un axe antéro-postérieur.
La rotation suivant l'axe longitudinal est une rotation de 90 degrés dans le sens des aiguilles d'une montre et aboutira à la formation des deux courbures de l'estomac à savoir une grande courbure à gauche et une petite courbure à droite.
Celle dans le sens antéro-postérieur va permettre le passage de l'extrémité caudale ou pylorique en haut à droite et de l'extrémité craniale ou cardiale en bas à gauche. C'est donc au terme de cela que notre estomac va acquérir sa forme définitive.

## Physiologie

### Vidange gastrique
Pour commander le travail de ses muscles lisses, l’estomac possède un système nerveux pariétal propre, situé un peu plus bas que le milieu dans la grande courbure, et ce pacemaker rythme les contractions de la partie inférieure (antre et pylore : la pompe). Il est modulé par les systèmes sympathique et parasympathique.
Le rôle principal du pylore est de restreindre le passage de particules alimentaires de taille supérieure à 0,5 mm. Ce n’est qu’en fin de digestion que l’estomac vidange ce qui n’a pas été réduit par le travail des enzymes et le brassage mécanique puissant, en désespoir de cause, confiant le travail non fait à son suivant principal : le pancréas, organe le plus compétent de la digestion, capable comme l’estomac de réduire la taille des particules et des protéines alimentaires, mais aussi de continuer la digestion des graisses (lipides) et des sucres complexes (hydrate de carbone et amidon par exemple) commencée dans la cavité orale (ptyaline pour les sucres complexes et lipase linguale pour les graisses).
Le deuxième rôle important du pylore est le comptage des calories : contrairement à la vision admise, un estomac efficace est un estomac lent. Les plus gros troubles digestifs sont dus à l’envahissement de l’intestin par une masse importante d’aliments non transformés par l’estomac. Le modèle extrême est le dumping syndrome après gastrectomie. Un autre effet néfaste est l’arrivée massive de calories dans le sang (la digestion pancréatique normale est explosive et la résorption dans le duodénum dans la première demi-heure est de 10 % des sucres, 7 % des lipides et 4 % des protéines sur le total du repas) avec diverses conséquences : hyperglycémie puis hypoglycémie réactionnelle, hypercholestérolémie et hypertriglycéridémie, etc.
La richesse calorique est analysée dans le duodénum et donne lieu à des rétroactions réglant l’éjection pylorique. Le but est de donner à l’estomac un rôle de garde-manger pour l’activité quotidienne.
Déclenché par divers mécanismes après l’entrée des aliments (hormones locales telles la gastrine, système nerveux parasympathique avec la terminaison des deux nerfs crâniens pneumogastriques) le travail de la partie éjectante se fait au rythme de trois vagues par minute pendant la digestion. Les vagues se heurtent au pylore, une petite éjection passe dans le bulbe du duodénum, le reste remonte en direction du barrage constitué par une zone de striction permanente située entre l’antre et la partie haute (fundus – corps).
Si la partie éjectante est toujours le lieu d’un tonus musculaire la maintenant aplatie lorsque l’estomac est vide, la partie haute est toujours ouverte (elle est logée sous la demi-coupole du diaphragme gauche, sous le cœur), même en l’absence d’aliments, et forme une poche d’air renvoyé lors du remplissage des repas. Cette partie haute, contrairement à l’antre, est le lieu d’une relaxation adaptative au volume du repas : elle se détend pour recevoir, et les aliments se déposent en couches horizontales.
La zone de striction maintenue par le tonus musculaire forme, comme un sphincter, un passage contrôlé du contenu digestif : le passage vers l’antre donne des résultats divers selon le moment de la digestion. Les liquides, même bus en fin de repas sortent les premiers. Les aliments mélangés par la préparation culinaire et le broyage masticatoire décantent progressivement : la partie semi-pâteuse reste en bas tandis que les graisses montent, étant de densité moindre. Elles seront les dernières à sortir.

### Digestion
La muqueuse du fundus et de l’estomac comporte des glandes gastriques sur un quart de leur épaisseur, ces glandes sont l’endroit où se fabrique l’acide, produit par les cellules pariétales ou oxyntiques. La paroi produit des pepsines (probablement huit différentes selon les chromatographies). Sous l’effet de ces sécrétions, les aliments protéinés commencent leur transformation. Cette décomposition joue un rôle majeur pour la transformation des particules alimentaires en réduisant leur taille.
Les sécrétions gastriques sont le fait des glandes gastriques spécialisées qui comportent diverses cellules sécrétrices en fonction de leur localisation dans l’estomac. Ainsi, les glandes du cardia produisent plutôt du mucus tandis que celles du corps produisent du mucus, du pepsinogène (enzyme inactive qui est transformée en pepsine active), de l’acide chlorhydrique et des hormones gastriques. Le pylore produit principalement de la gastrine.

## Histologie

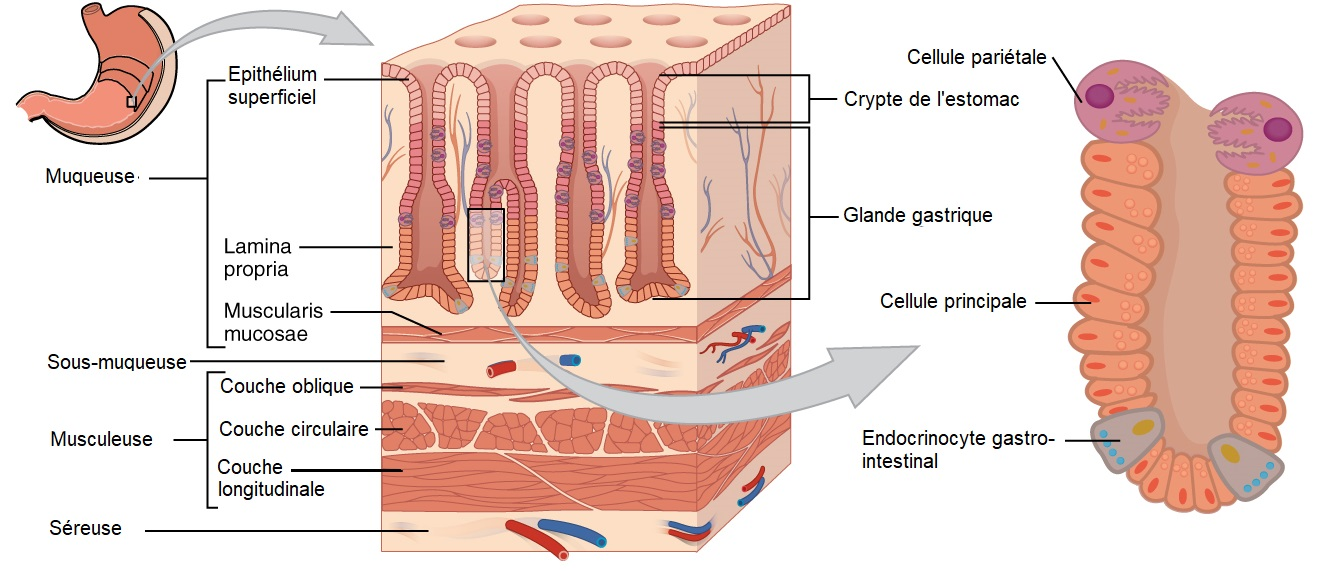
Tuniques de la paroi de l'estomac et emplacement des cellules pariétales.

L’estomac est constitué, de la surface vers la profondeur, de plusieurs couches : le péritoine le recouvre presque totalement en surface, puis viennent trois couches musculaires (longitudinale, oblique et circulaire), et la muqueuse interne posée sur son chorion conjonctif.
Le corps de l'estomac comporte les cellules pariétales (cellules bordantes) qui synthétisent l’acide chlorhydrique (HCl) et le facteur intrinsèque (nécessaire à l'absorption de la vitamine B12), les cellules à mucus pour la protection de la paroi stomacale et les cellules principales qui sécrètent le pepsinogène (précurseur de la pepsine). Les cellules du corps sont sensibles à la gastrine (augmente les sécrétions), elle-même sécrétée par les cellules entéro-endocrines ou APUD.

## Exploration

### Fibroscopie œsogastroduodénale
Souvent réalisée sous anesthésie locale, la fibroscopie œsogastroduodénale explore la partie proximale du tractus digestif, et notamment l'estomac. Elle permet une évaluation morphologique endocavitaire, la réalisation de biopsies pour analyse anatomopathologique et bactériologique (recherche d’Helicobacter pylori), ainsi que des gestes curatifs.

### Imagerie
La tomodensitométrie abdominale, sans puis avec injection de produit de contraste, permet une étude des parois de l'estomac.
L'échographie abdominale est peu utilisée pour cet organe.

## Pathologie

### Pathologie infectieuse
L'Helicobacter Pylori est la bactérie causant le plus d'infections dans l'estomac humain avec une prévalence de 60 % pour les adultes. L'Helicobacter heilmannii, une bactérie de la même famille que l'Helicobacter peut également infecter l'estomac humain et entrainer une gastrite tout comme l'H Pylori mais sa prévalence est beaucoup plus faible soit 0.5 % de 6 % des cas. Les autres infections de l'estomac que ce soient par des bactéries, des fungus ou des parasites sont très rares.
Un ulcère gastro-duodénal est une perte de substance au niveau de la muqueuse gastrique ou duodénale, souvent liée à une colonisation par l'Helicobacter Pylori et se traduisant par des douleurs abdominales épigastriques d'intensité variable.
Une gastrite est une inflammation de cette même muqueuse ; elle est, elle aussi, parfois liée à H. pylori, mais de manière moins fréquente, et peut également être souvent causée par le stress, un traitement par anti-inflammatoires non stéroïdiens mal contrôlé.

### Tumeurs malignes
Les tumeurs malignes de l'estomac, définies par un centre étant à plus de 2 cm en dessous de la jonction œso-gastrique, sont principalement des adénocarcinomes. Certains types histologiques sont corrélés à des facteurs de risque génétiques.

### Maladie de Biermer
La maladie de Biermer est due à une carence en vitamine B12 (cobalamine), le plus souvent par un déficit de sécrétion de facteur intrinsèque (FI) par la muqueuse gastrique. En effet, cette vitamine synthétisée par les cellules pariétales dans le fundus de l'estomac est absolument nécessaire à son absorption au niveau de l'iléon terminal.
C'est une pathologie auto-immune dans laquelle des auto-anticorps sont dirigés contre le FI. Une supplémentation en B12 doit être apportée en intra-musculaire. La voie per-os n'est pas envisageable car on n'a pas de FI pour former le complexe absorbable.

### Autres pathologies
- Gastro-entérite
- Gastrite
- Sténose du pylore
- Perforation de l'estomac[4]

## Abord chirurgical
Comme tout organe intrapéritonéal, l'estomac peut être abordé par laparotomie ou par cœlioscopie. Dans le cas d'une laparotomie, il s'agit le plus souvent d'une laparotomie sus-ombilicale, permettant un bon accès à la région sus-mésocolique.
Quelle que soit la voie d'abord, l'ouverture du petit épiploon (voir Petit omentum), en libérant la grande courbure, est nécessaire pour réaliser un geste sur l'estomac.